# Orgeln und Kirchenmusik im Salzburger Dom

Kirchenmusikpraxis um 1682, Kupferstich von Melchior Küsel

Für den 1628 eingeweihten Salzburger Dom schuf Orgelbauer Leopold Rotenburger drei Instrumente, nämlich Orgeln für die zwei vordersten Emporen unter der Kuppel und ein Regal für das Presbyterium. 1643 baute er zwei weitere Orgeln für die Trompeteremporen in der Vierung. 
Mit den vier Pfeileremporen war die Möglichkeit geschaffen worden, einzigartige polyphone barocke Kirchenmusik zum Erklingen zu bringen. An gewöhnlichen Festen wurde in drei Gruppen musiziert, nämlich an den östlichen Kuppelemporen und im Presbyterium, an Hochfesten wurden noch Pauken und Trompeten auf den westlichen Kuppelemporen positioniert. Wie die Musiker im 18. Jahrhundert verteilt waren, beschrieb Leopold Mozart 1757 ausführlich.
Alle Musiker waren mit weißen Chorröcken bekleidet, ausgenommen Trompeter und Pauker, die schwarze Uniformen trugen und auf den Trompeterchören – den westlichen Pfeileremporen – ihren Platz hatten.

## Prinzipal-Chor mit Hoforgel (Epistel-Orgel)
Die südöstliche Empore (Epistelseite) nannte man Prinzipal-Chor, hier standen die Hoforgel und ca. 14 Musiker; vom Prinzipal-Chor aus leitete der Kapellmeister oder sein Vertreter die Musik. Auf ihr musizierten der Hoforganist, die Solosänger, ein Cellist, ein Violinist, drei Fagottisten und drei Posaunisten. 
Gegen Ende des 17. Jahrhunderts wurde die Hoforgel erweitert: Sie erhielt ein zweites Manual und hatte dann 14 Register. In der Funktion als Hoforganisten wirkten an ihr so bedeutende Musiker wie Carl van Houven († 1661), Georg Muffat (1678–1690), Johann Ernst Eberlin (1726–1749), Anton Cajetan Adlgasser (1750–1777), Wolfgang Amadé Mozart (1779–1781) und Johann Michael Haydn (1782–1806).

## Chor mit Heilig Geist-Orgel (Evangelien-Orgel)
Dem Prinzipal-Chor gegenüber, auf der nordöstlichen Empore (Evangelienseite), standen ca. zwölf Violinisten mit ihrem Konzertmeister und dem Organisten an der Heilig Geist-Orgel. Gegen Ende des 17. Jahrhunderts wurde dieses Instrument, gleichzeitig wie die Hoforgel, um ein zweites Manual erweitert und hatte dann 13 Register.
Beim Abbau der Orgel durch Johann Nepomuk Carl Mauracher im Jahre 1859 hatte die Orgel 15 Register und 21 Registerzüge. Die Pfeifen standen auf fünf Haupt- und vier Nebenwindladen. Dieses alte Instrument wurde auf Vermittlung eines Sohnes Franz X. Grubers, nämlich Felix Gruber, 1860 in der Pfarr- und Wallfahrtskirche Dürrnberg mit neuen Windladen aufgestellt; das dortige Orgelgehäuse war ebenfalls gebraucht und kam aus Saalfelden. Orgelbauer J. N. C. Mauracher bezeichnete die Spieltraktur der Heilig Geist-Orgel als schwerfällig.

### Disposition Heilig Geist-Orgel 1859
| I Hauptwerk |       |
| Prinzipal   | 8′    |
| Gedact      | 8′    |
| Gamba       | 8′    |
| Oktav       | 4′    |
| Flöte       | 4′    |
| Quint       | 3′    |
| Superoktav  | 2′    |
| Mixtur      | 1 ⁄2′ |

| Positiv |    |
| Gedact  | 8′ |
| Octav   | 4′ |
| Flöte   | 4′ |
| Dolze   | 4′ |

| Pedal     |     |
| Subbass   | 16′ |
| Octavbass | 08′ |
| Quintbass | 06′ |

## Ripienochor
Die (vielen) Mitglieder des dritten Ensembles, die sog. Ripienisten, waren um das Regal oder die Chororgel im Presbyterium geschart. Sie bestanden aus Kapellknaben, Domchorvikaren und Domchoralisten. Sie hatten die Aufgabe, das Tutti zu verstärken oder zu bilden.

## Trompeterchöre mit Orgeln von 1643
An hohen Feiertagen standen auf den beiden westlichen Emporen, den sog. Trompeterchören, ca. sechs schwarz gekleidete Trompeter, zwei ebensolche Pauker und zwei weitere Orgelspieler, um bei den zu solchen Anlässen komponierte Musik für fünf Chöre mitzuwirken. Jedes der Orgelinstrumente auf den zwei Trompeterchören hatte sechs Register.

## Festorgel von Egedacher 1703 und 1705
Die Verwirklichung einer Prozessionsorgel auf der Westempore, für das Spiel zum Ein- und Auszug des zelebrierenden Bischofs durch das Hauptportal, fand 75 Jahre nach der Eröffnung des Domes statt. Der alles Savoyanische und Welsche ablehnende, 1687 zum Erzbischof gewählte Johann Ernst spendete für deren Errichtung 5000 Gulden. Den Auftrag zum Bau der großen Salzburger Domorgel erteilte er an Hoforgelmacher Christoph Egedacher († 6. April 1706), der ihn am 2. August 1702 unterzeichnete. Vermutlich stammt der unsignierte Entwurf vom (da welsch vom Erzbischof entlassene) Caspar Zugalli, ein etwas von diesem abweichende Modell, das Egedacher als Vorlage verwendete, von dem Kunsttischler Lorenz Windpichler. Laut Vertrag verpflichtete sich Egedacher, ein Instrument mit 32 Registern binnen Jahresfrist zu liefern und gemäß dem hierzu gemachten Aufriss und Modell anzufertigen. 1705 wurde das Orgelgehäuse durch harfenförmige Seitenfelder, und das Orgelwerk um ein drittes Manual auf 42 Register erweitert (darunter allein zehn Zungenstimmen).
Bereits 1703, noch zu Lebzeiten seines Vaters, hatte dafür Johann Christoph Egedacher eine erste Studienreise nach Trient zur Orgel der Konzilskirche „Santa Maria Maggiore“ unternommen, um das Anfertigen von Zungenstimmen zu studieren. Das Hauptwerk war nun gegenüber dem Bau von 1703 unverändert geblieben, das zweite Manual fand im Unterbau des Gehäuses Aufstellung, das dritte Manual im Ober- (Kron-)werk, das Kleinpedal in den seitlichen Feldern. Von besonderem Interesse ist die Spielanlage des Werks, da sie nach bisheriger Kenntnis den ersten freien Spieltisch in Österreich darstellt, und den der damalig Domorganist Johann Baptist Samber in einer Publikation 1707 abbilden ließ.
Bei einer weiteren Reise besuchte Egedacher im Jahr 1717 Andreas Silbermann in Straßburg, untersuchte mit ihm dessen neu erbaute Orgel für das Straßburger Münster und kaufte ihm ein Rezept für ein geheimes Präparat ab, ein sog. Arcanum. Nach den Ezzes, die sich Egedacher bei Silbermann geholt hatte, arbeitete er die Monate Mai bis September 1718 noch einmal an der Domorgel in der Absicht, das große Werk in besseren Stand, als es jemals gewesen zuzurichten. An die 2000 Pfeifen fertigte er neu an und versah sie mit neuen Windstöcken. Die Orgel bekam allerdings, bei leicht veränderter Disposition, keine zusätzlichen Register. Das Ergebnis war ein Instrument, das sich mit einer leichtgängigen Spielmechanik und einem reinen Ton auszeichnete. Noch 1806 wurde diese Orgel zu den vortrefflichsten, die es gibt, gezählt; der Ton ist dick, und wenn das ganze Werk gekoppelt wird, so tönt es wie Gewittersturm. Speziell das Pedal klang markdurchschneidend. […] Die Verzierungen der Bildhauerkunst daran, sind prächtig und voll Geschmack. In dieser Form bestand die große Orgel im Salzburger Dom bis 1842.
| Hauptmanual C–c3 |                 |        |
| 1.               | Prästant        | 8′     |
| 2.               | Coppel          | 8′     |
| 3.               | Quintaden       | 8′     |
| 4.               | Holz-Prinzipal  | 8′     |
| 5.               | Nachthorn       | 4′     |
| 6.               | Fleten          | 4′     |
| 7.               | Oktav           | 4′     |
| Mixtur VI        | 3′              |        |
| 9.               | Horn            | 1 3⁄4′ |
| 10.              | Cymbl           | 1′     |
| 11.              | Quint           | 3′     |
| 12.              | Superoktav VIII | 2′     |

| Manual II C–c3 |                 |     |
| 1.             | Harpa           | 16′ |
| 2.             | Viola           | 08′ |
| 3.             | Salicional      | 08′ |
| 4.             | Oktav           | 04′ |
| 5.             | Rohrfleten      | 04′ |
| 6.             | Waldfleten      | 04′ |
| 7.             | Quint           | 03′ |
| 8.             | Rauschwerk XIII |     |

| Manual III C–c3 |               |    |
| 1.              | Prinzipal     | 8′ |
| 2.              | Fagott        | 8′ |
| 3.              | Trombon       | 8′ |
| 4.              | Posaun        | 8′ |
| 5.              | Flet duss     | 4′ |
| 6.              | Flageolett    | 2′ |
| 7.              | Scarpa        | 4′ |
| 8.              | Pifaro        | 4′ |
| 9.              | Flauten       | 4′ |
| 10.             | Swegl         | 2′ |
| 11.             | Cornetti      | 2′ |
| 12.             | Schalmei IIII | 4′ |

| Pedal C–gis0 |                 |     |
| 1.           | Der große Agges | 32′ |
| 2.           | Bourdon         | 16′ |
| 3.           | Bombardon       | 16′ |
| 4.           | Sub-Baß II      | 16′ |
| 5.           | Prinzipalbaß    | 08′ |
| 6.           | Rauschwerk X    | 08′ |
| 7.           | Oktav           | 04′ |
| 8.           | Sub-Oktav       | 04′ |
| 9.           | Sordunen II     | 08′ |
| 10.          | Mixtur VIII     | 03′ |

Anmerkungen
1. ↑  Hermann Spies: Die Salzburger großen Domorgeln. Dr. Benno Filser, Augsburg 1929, S. 25.
2. ↑  im Prospekt
3. ↑   in Frontispicio

Über dem Kronwerk bzw. über dem Mittelfenster war bis ins 20. Jahrhundert noch das Zifferblatt einer Uhr angebracht, die Johann Bentele im Auftrag Erzbischof Colloredos 1782 hergestellt, und die 2500 Gulden gekostet hatte.

## Demolierung der Kuppelemporen und der Vierungsorgeln 1859
Im Zuge der Domrenovierung 1859 wurden die Pfeileremporen und -orgeln abgebrochen; der Stilpurismus jener Zeit zeigte kein Verständnis für diese Spielarten der barocken Architektur und Musik. Die zwei westlichen Orgeln mit jeweils sechs Registern, die auf den Trompeterchören standen, kamen durch Matthäus Mauracher I. in die Pfarrkirchen Hof und Niedernsill, die Heilig-Geist-Orgel mit 13 Registern durch Nepomuk Mauracher auf den Dürrnberg, die sogenannte Hof-Orgel mit 14 Registern durfte Matthäus Mauracher behalten. Die Kirchenmusik wurde danach ausschließlich auf der hinteren Empore über dem Westeingang ausgeführt.

## Festorgel nach 1842
In den Jahren 1842 bis 1845 wurde die Große Orgel gravierend umgestaltet: Der Salzburger Orgelbauer Ludwig Mooser baute den Klaviaturumfang aus und vermehrte das Werk um weitere 18 Stimmen. Da er dies eigenmächtig, ohne Auftrag, durchgeführt hatte, wurde ihm der dafür in Rechnung gestellte Betrag, der das fünffache der vereinbarten Reparatur betragen hatte, nicht ausbezahlt. In Folge musste er Konkurs anmelden.
Den neuerlich geänderten Verhältnissen musste auch die Domorgel angepasst werden: In zwei Etappen wurde sie zwischen 1880 und 1883 sowie von 1910 bis 1914 von Matthäus Mauracher sen. bzw. jun. auf vier Manuale und 101 Register erweitert, mit Spielhilfen ausgestattet und auf pneumatische bzw. elektropneumatische Funktion umgestellt. Damit hatte Salzburg die „größte Kirchenorgel der Monarchie“ erhalten. Doch zeigte sich bald, dass der Versuch einer Synthese von handwerklicher Praxis und technischem Fortschritt nicht in jeder Hinsicht geglückt war.
Durch die Überdimensionierung des Werkes war das zwar monumentale, doch nur für 50 Register konzipierte historische Gehäuse seiner Funktion entkleidet, es diente nur noch als Fassade. Problematisch erwiesen sich auch die Windladen in ihrer unterschiedlichen, aus mehreren Entstehungsphasen stammenden Bauweise. Ehe es jedoch zu einer Sanierung und einer einheitlichen Gestaltung der Traktur kam, wurde eine neue Chororgel geplant, denn bald schon nach der Entfernung der Chororgeln (1859) bereute man diese Maßnahme. Zudem forderte die liturgische Bewegung zu Beginn des 20. Jahrhunderts erneut die Kirchenmusik in Altarnähe. Doch man wagte damals nicht die Wiedererrichtung der Pfeileremporen und -orgeln, sondern nur den Bau einer elektrisch gesteuerten Chororgel, deren beide Manualwerke an den östlichen Pfeilern angebracht wurde, das Pedal dagegen hinter dem Hochaltar. Gleichzeitig wurde dieses 1937 von der Salzburger Orgelbaufirma Dreher & Flamm errichtete Werk an die Hauptorgel auf der Westempore als Fernwerk angeschlossen.
Durch die Bombardierung des Domes im Zweiten Weltkrieg nahmen Haupt- und Chororgel schweren Schaden. Zwar wurden beide Instrument zur Wiedereröffnung des Domes 1959 instand gesetzt, doch zeigte sich bald, dass eine Generalsanierung nicht länger aufzuschieben war. Die Überlegungen schwankten zwischen Erhaltung des gewachsenen Zustandes und technischer, dispositioneller oder radikaler Erneuerung.
Die vom Metropolitankapitel eingesetzte Expertenkommission entschied sich schließlich für den Neubau der großen Orgel im wiederherzustellenden Gehäuse von 1705, wobei historisch wertvolles Pfeifenmaterial des 18. und 19. Jahrhunderts wieder verwendet werden sollte, und für die schrittweise Wiedererrichtung der Pfeileremporen und -orgeln im Kuppelraum. Damit sollten nicht nur die vormaligen Musiziermöglichkeiten geschaffen werden, die sich durch 230 Jahre bewährt hatten, sondern auch Impulse für zeitgenössische Komponisten ausgehen.